# Georg Grünbart
Georg Grünbart (* 25. Februar 1903 in Geinberg; † 7. Juli 1987 ebenda) war ein österreichischer Politiker (VdU/FPÖ) und Bankbeamter. Er war Abgeordneter zum Oberösterreichischen Landtag, Landesrat in der Oberösterreichischen Landesregierung und Landesparteiobmann in Oberösterreich.

## Ausbildung und Beruf
Nach dem Besuch der Volksschule in Geinberg wechselte Grünbart an die Bürgerschule in der Stadt Ried im Innkreis. Anschließend besuchte er die Handelsakademie in Linz. Da die Handelsakademie zu jener Zeit noch nicht mit der Matura abschloss, holte er diese nach ihrer Einführung für diesen Schultyp nach. 
Beruflich war Grünbart zunächst für die Linzer Filiale der Österreichisch-Ungarische Bank (ab 1923 Österreichische Nationalbank) als Bankangestellter tätig und wechselte 1925 zur Volksbank nach Altheim. Er war hier später als Prokurist, Vorstandsmitglied und schließlich als Bankdirektor beschäftigt. Nach dem Zweiten Weltkrieg wurde er auf Grund seiner politischen Tätigkeit während der NS-Herrschaft als Bankdirektor entlassen und für 18 Monate zur „Umerziehung“ im sogenannten Lager Glasenbach inhaftiert.

## Politik
Grünbart trat zum 1. Mai 1933 der NSDAP bei (Mitgliedsnummer 1.612.748) und gründete 1935 den Turnverein sowie die Turnermusikkapelle. Nach dem Anschluss Österreichs an das Deutsche Reich wurde er 1938 Bürgermeister von Geinberg. Er wurde 1945 nach dem Zusammenbruch des Dritten Reiches seines Amtes als Bürgermeister enthoben. In den Jahren 1945–1946 war er im Lager Glasenbach zur Umerziehung interniert.
Nach der Gründung des Verbandes der Unabhängigen (VdU) 1949 wendete sich Grünbart diesem zu. Er kandidierte 1949 für den VdU sowohl für den Gemeinderat in Geinberg, als auch für den Landtag und erreichte in seiner Gemeinde sechs von 12 Mandaten. Zudem erreichte er durch den großen Wahlerfolg des VdU bei der Landtagswahl 1949 den Einzug in den Landtag und wurde am 5. November 1949 als Abgeordneter angelobt. Am selben Tag übernahm er als einer von zwei Vertretern des VdU das Amt eines Landesrates in der Oberösterreichischen Landesregierung, wobei ihm die Ressorts Rechnungsprüfung, Landesagrarsenat, Sparkassen, Wasser- und Energierecht, Außenhandel sowie Ernährung und ökonomisch-administrative Landesangelegenheiten unterstanden.
1952 übernahm Grünbart die innerparteiliche Funktion des Landesobmanns des VdU, die er bis zur Überleitung der Partei in die Freiheitliche Partei Österreichs innehatte. Bei der Landtagswahl 1955 erlitt das nun als Freiheitliche Wahlgemeinschaft (FW) antretende „Dritte Lage“ eine herbe Wahlniederlage, infolgedessen Grünbart am 18. November 1955 nach dem Verlust aller Regierungssitze aus dem Amt scheiden musste. Er blieb jedoch noch eine weitere Legislaturperiode Abgeordneter zum Oberösterreichischen Landtag, in der er bis zum 16. November 1961 die FW vertrat. 1955 war er bereits zum Bürgermeister von Geinberg gewählt worden. 1976 zog er sich auch von diesem Amt zurück.

## Privates
Grünbart wurde als ältestes von fünf Geschwistern geboren, wobei sowohl sein Vater, als auch Großvater in der Kommunalpolitik aktiv waren. Sein Vater fungierte dabei als Bürgermeister von Geinberg und war beruflich als Kleinlandwirt, Inhaber eines Kaufgeschäftes sowie Beteiligter und Geschäftsführer einer Ziegelei aktiv. Georg Grünbart war ab 1930 mit Paula Gerlesberger aus Polling im Innkreis verheiratet und wurde Vater einer Tochter und zweier Söhne.

## Auszeichnungen
- 1962: Goldenes Ehrenzeichen für Verdienste um die Republik Österreich[3]
- 1968: Ehrenbürger der Gemeinde Geinberg[4]
- 1968: Ehrenring der Gemeinde Geinberg[5]
- Ehrenbezirksobmann der FPÖ des Bezirkes Ried[6]
- Goldenes Bundesabzeichen des österreichischen Turnerbundes
- Goldene Ehrennadel des oberösterreichischen Blasmusikverbandes
- Silbernes Ehrenzeichen des oberösterreichischen Kriegsopferverbandes
- Verdienstzeichen des Bezirksfeuerwehrkommandos Ried